# Rowley (Alberta)
Pour les articles homonymes, voir Rowley.
Rowley est un hameau (hamlet) du Comté de Starland, situé dans la province canadienne d'Alberta.